# Эстамп (коммуна)
Эста́мп (фр. Estampes) — коммуна во Франции, находится в регионе Юг — Пиренеи. Департамент — Жер. Входит в состав кантона Мьелан. Округ коммуны — Миранд.
Код INSEE коммуны — 32126.

## География
Коммуна расположена приблизительно в 630 км к югу от Парижа, в 100 км западнее Тулузы, в 38 км к юго-западу от Оша.
На востоке коммуны протекает река Буэс.

## Климат
Климат умеренно-океанический. Лето жаркое и немного дождливое, температура часто превышает 35 °С. Зимой часто бывает отрицательная температура и ночные заморозки. Годовое количество осадков — 700—900 мм.

## Население
Население коммуны на 2010 год составляло 169 человек.
| 1962 | 1968 | 1975 | 1982 | 1990 | 1999 | 2010 |
| ---- | ---- | ---- | ---- | ---- | ---- | ---- |
| 289  | 274  | 237  | 207  | 189  | 171  | 169  |

## Администрация
| Период | Период | Фамилия      | Партия | Примечания |
| ------ | ------ | ------------ | ------ | ---------- |
| 2001   | 2008   | Клод Рико    |        |            |
| 2008   | 2014   | Франсис Дюро |        |            |
| 2014   | 2020   | Клод Рико    |        |            |

## Экономика
В 2010 году среди 100 человек трудоспособного возраста (15-64 лет) 72 были экономически активными, 28 — неактивными (показатель активности — 72,0 %, в 1999 году было 61,5 %). Из 72 активных жителей работали 64 человека (37 мужчин и 27 женщин), безработных было 8 (4 мужчины и 4 женщины). Среди 28 неактивных 4 человека были учениками или студентами, 15 — пенсионерами, 9 были неактивными по другим причинам.

## Достопримечательности
- Церковь Св. Варфоломея с расписными деревянными барельефами XVIII века
- Церковь Св. Лаврентия, была перестроена в XVIII веке

## Фотогалерея

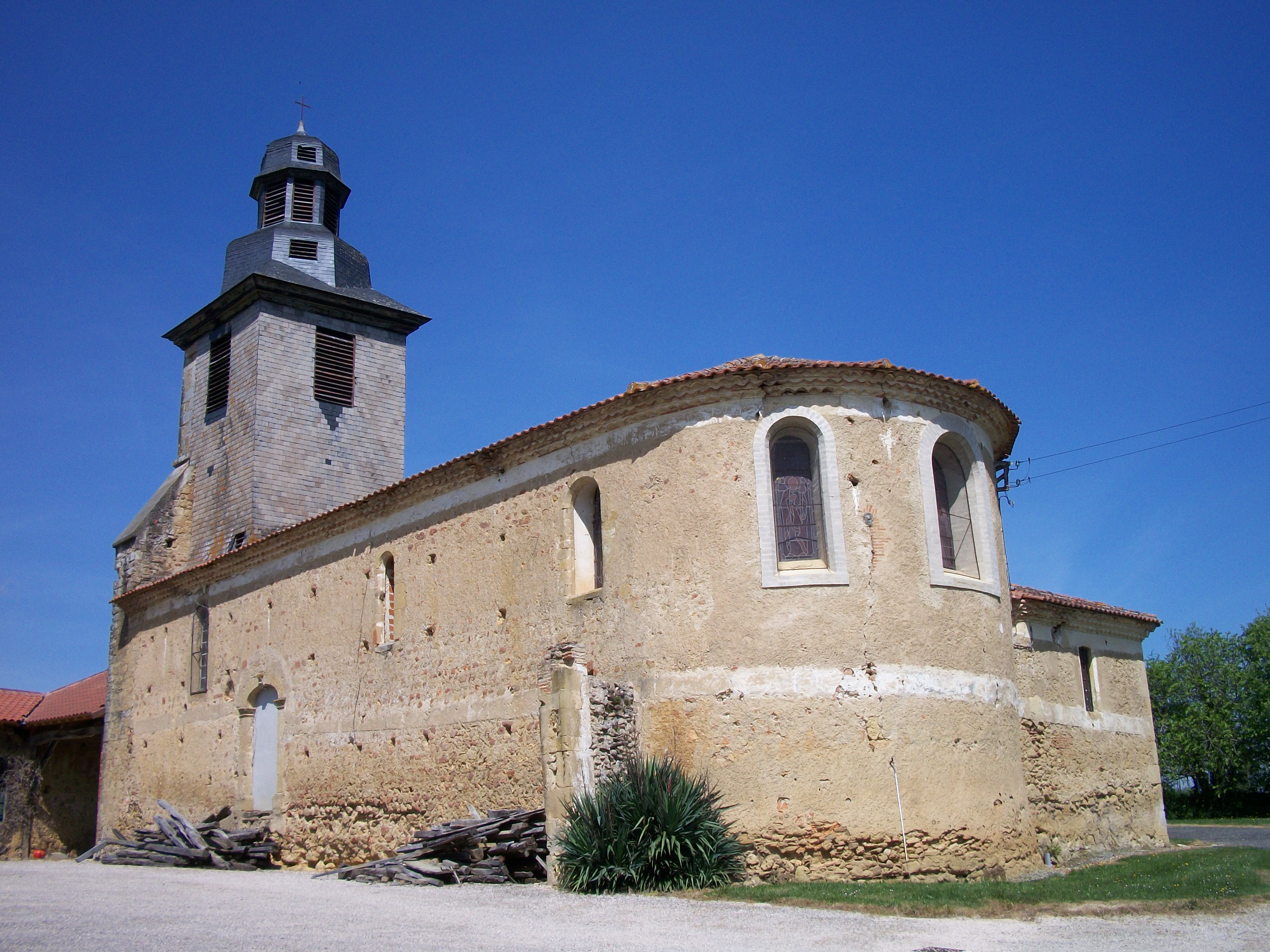
Церковь Св. Варфоломея
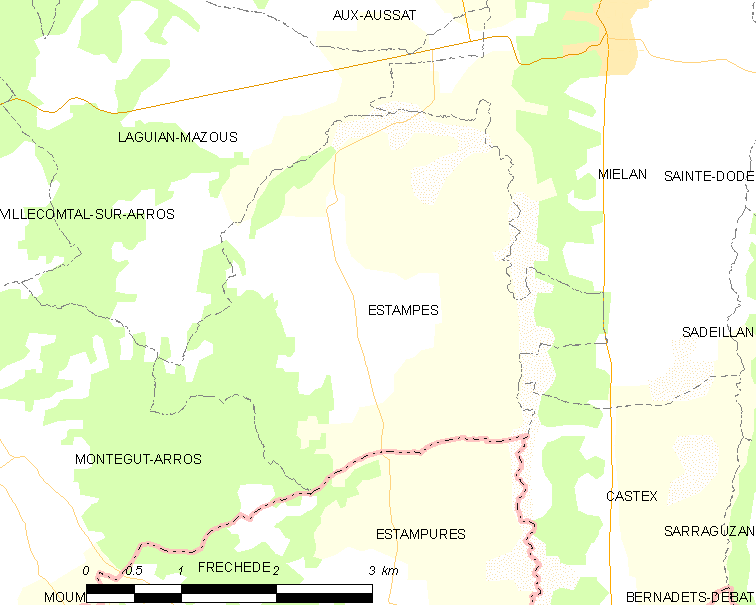
Карта коммуны